# Squadriglia 78
A 78ª Squadriglia Aeroplani da Caccia (röviden 78ª, teljes neve magyarul 78-as Vadászrepülő Osztag) az Olasz Légierő (Regia Aeronutica) egy híres vadászrepülő százada. Az osztag összesen 76 légi győzelmet ért el az első világháborúban, azonban ennek majdnem a fele, azaz 34 igazolatlan. A háború után az osztag továbbra is fennmaradt és végigharcolta a második világháborút is.

## Megalakulása és az első világháború
Az egységet az első világháború közepén, 1916. június 29-én alapították. Mozgósítására még ez évben, 1916. szeptember 3-án került sor Campoformidóban. Az osztag pilótái több győzelemre is szert tettek. Ezek közül emelkedik ki Cosimo Rennella és Antonio Chiri. Renella ennél a századnál szerezte mind a 7 igazolt és egy igazolatlan légi győzelmét, Chiri pedig szintén az összes győzelmét itt szerezte (6 igazolt és hét igazolatlan). Az első világháború alatt az osztagnál harcoló ászpilóták összesen 42 igazolt és 34 igazolatlan győzelmet értek el.  A század első világháborús ászpilótái:
- Cosimo Rennella
- Antonio Chiri
- Guglielmo Fornagiari
- Antonio Riva
- Guido Masiero
- Amedeo Mecozzi
- Mario Fucini
- Guido Nardini
- Cesare Magistrini

## A második világháború és mai működése
A repülőszázad a háború után is tovább működött. A második világháborús olasz belépéssel együtt az ezred újra harckészültségbe került. A háború alatt az egység Líbiában tevékenykedett. Az osztag még napjainkban is létezik, azonban már nem lát el aktívan katonai feladatokat..